# Kees Ivens
Cornelis (Kees) Adrianus Peter Ivens (Nijmegen, 24. února 1871 – 29. srpna 1941, tamtéž) byl holandský fotograf, podnikatel a místní politik.

## Životopis
Kees Ivens byl synem fotografa Wilhelma Ivense a Jacoby Marie Gerardy van Leeuwen. V roce 1894 se Ivens oženil s Dorotheou Louisou Jacquelinou Antonettou (Dorou) Muskens. Pár měl pět dětí, včetně filmaře Jorise Ivense.

## Fotografie
Ivens zpočátku následoval svého otce v profesi fotografa. Studoval na Königliche Technische Hochschule v Berlíně. V roce 1894 otevřel Ivens a jeho tchán George Muskens Het Nederlandsch Fototechnische Bureau CAP Ivens en Co, podnik pro fotografické potřeby. V roce 1920 byl název společnosti zkrácen na CAPI. Ta přerostla v maloobchodní řetězec CAPI s pobočkami v Nijmegenu, Amsterdamu, Groningenu a Haagu, který se později sloučil do CAPI-Lux.
Ivens byl po mnoho let předsedou Nijmeegsche Amateur Fotografen Vereeniging „Meer Licht“.

## Komunální politika
Ivens byl také aktivní v komunální politice jménem liberální katolické skupiny Recht voor Allen. Hrál roli při budování kanálu Maas-Waal v roce 1927 a mostu Waal v roce 1936.

## Ceny a ocenění
Ivens byl jmenován důstojníkem Řádu Oranje-Nassau.

## Galerie

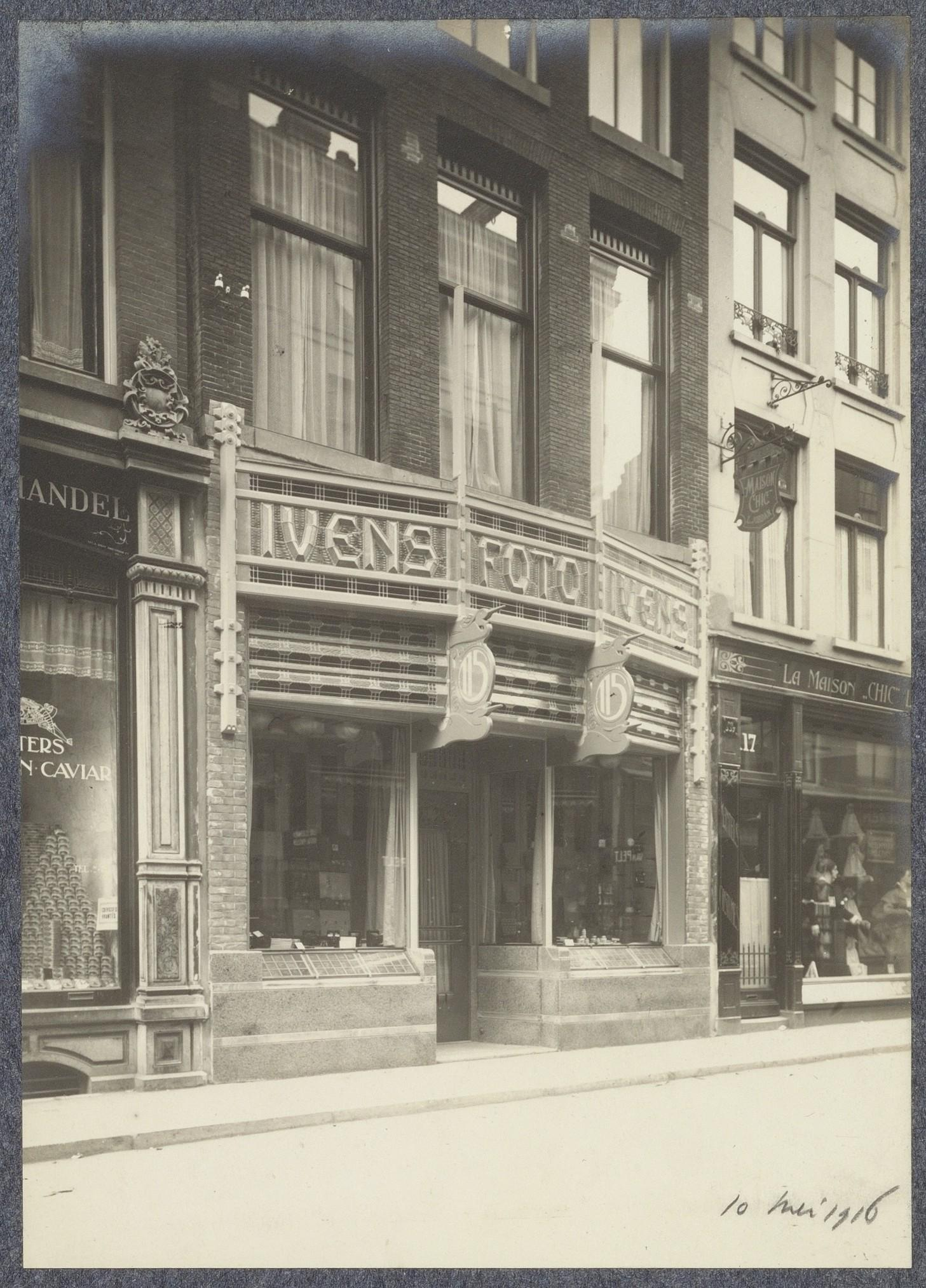
Amsterdam
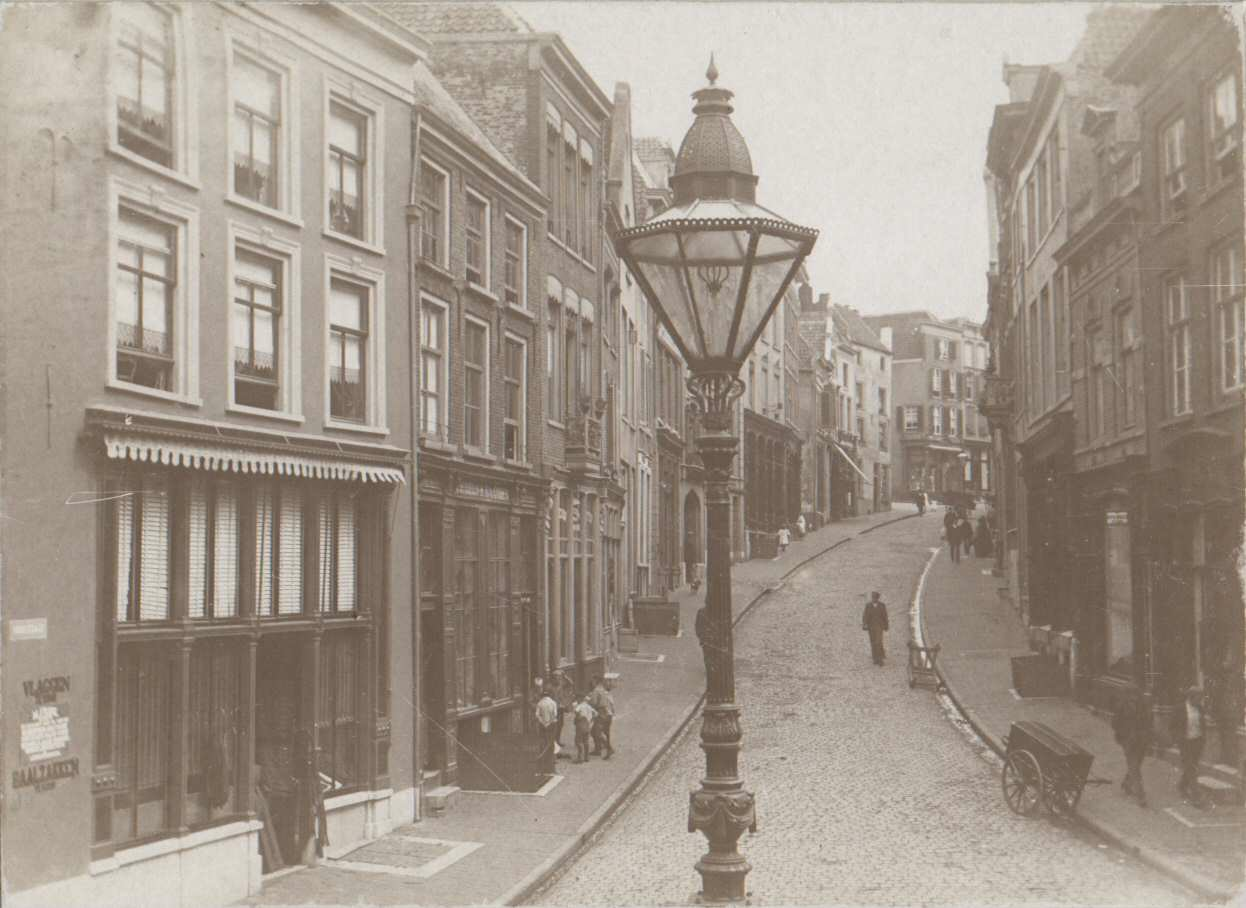
Gezien vanuit de Ganzenheuvel de omhooglopende straat in de richting van de Kannenmarkt. Links de hoek met de Nonnenstraat
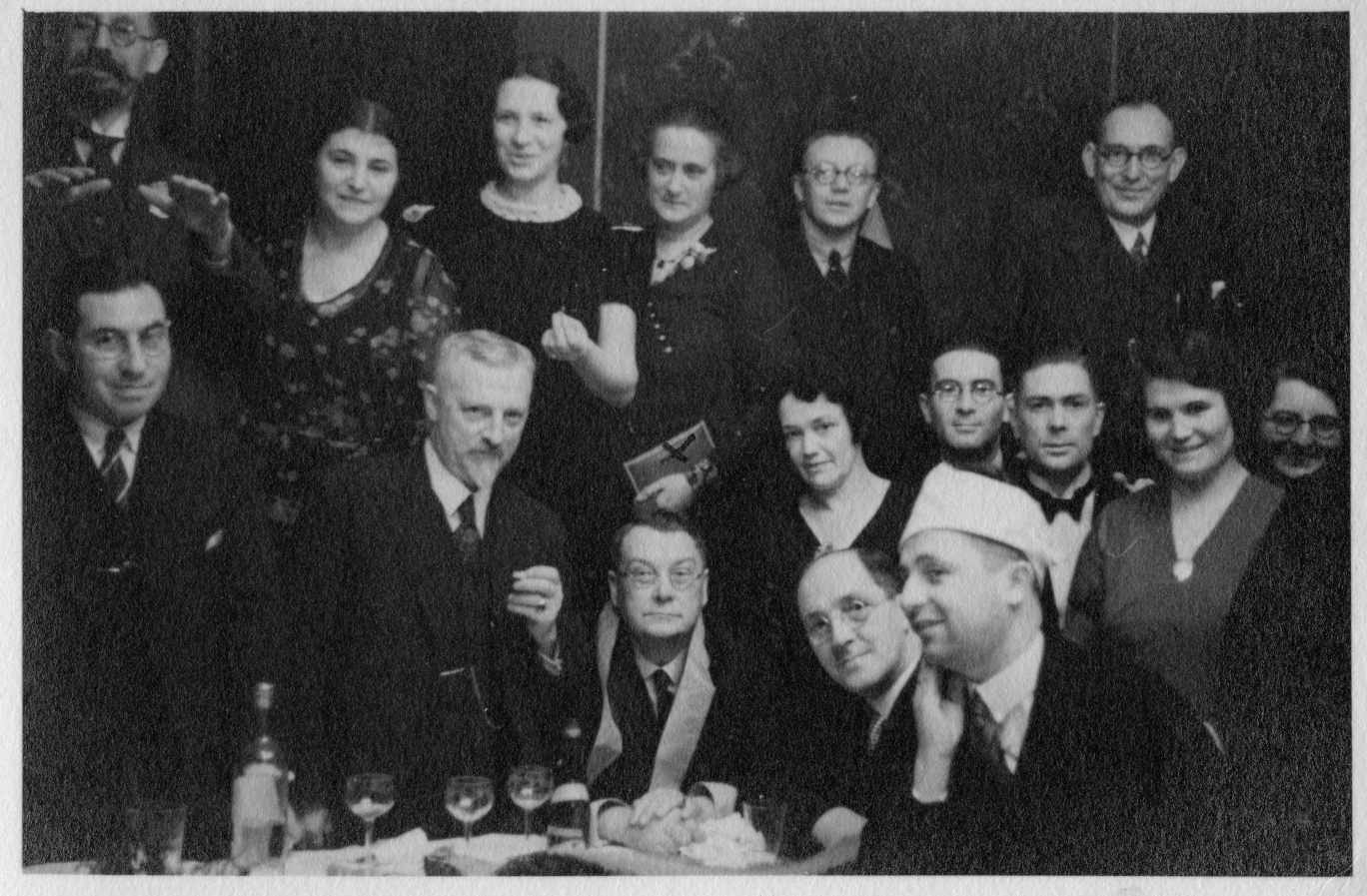
Fotografický kruh „Více světla“
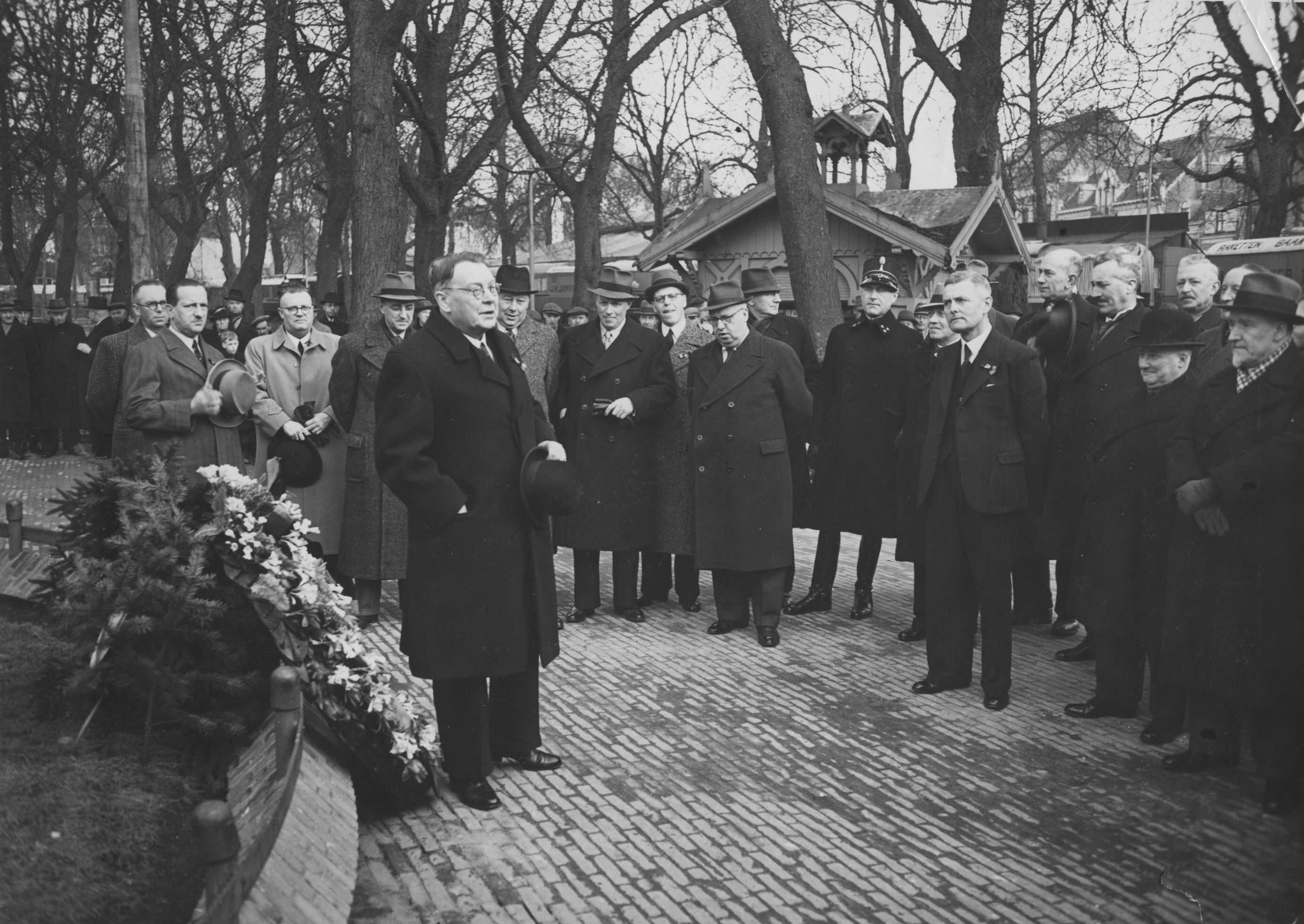
Ivens hovoří u železničního pomníku Spoorwegmonument v Nijmegenu, březen 1940
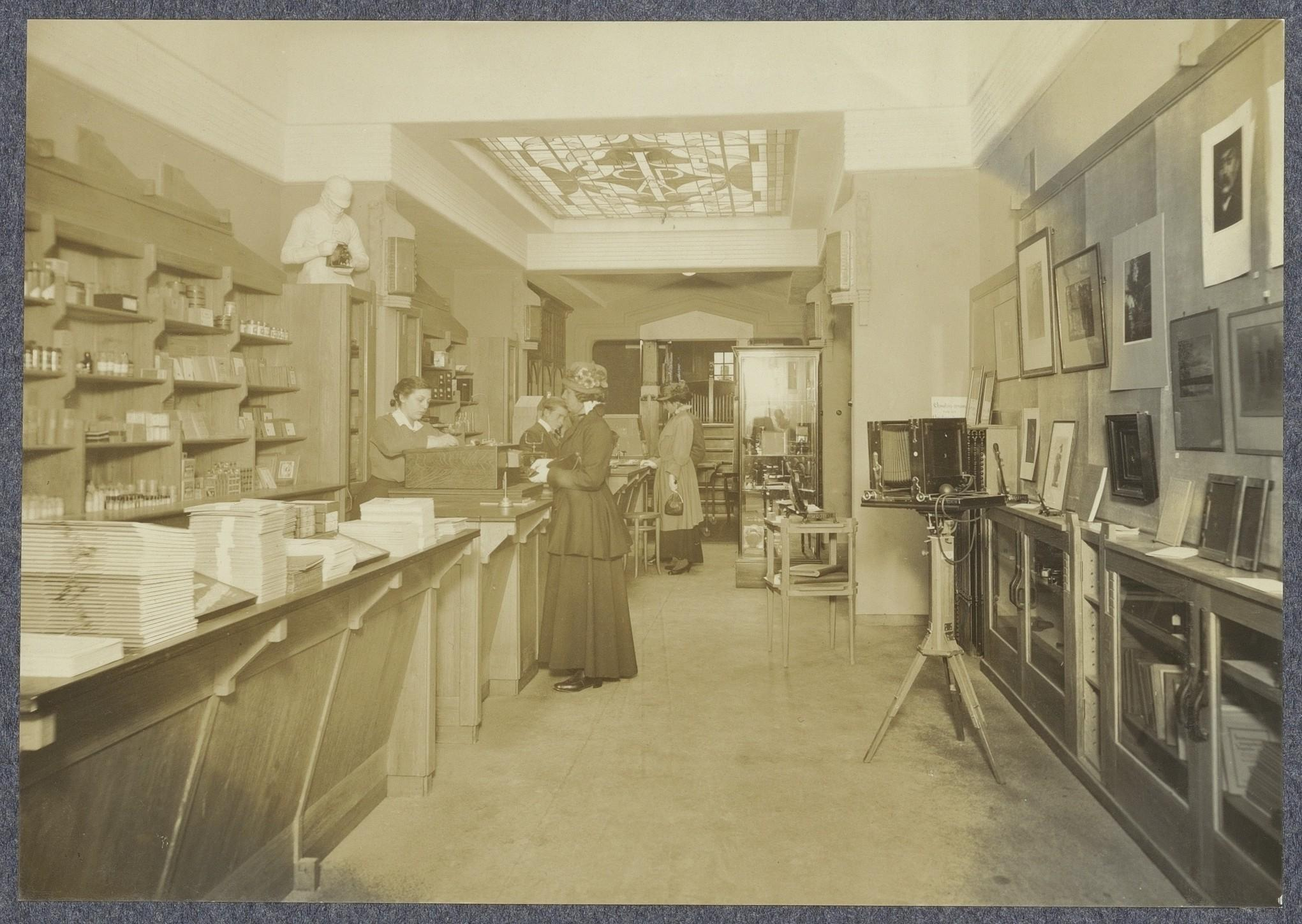
Stadsarchief Amsterdam
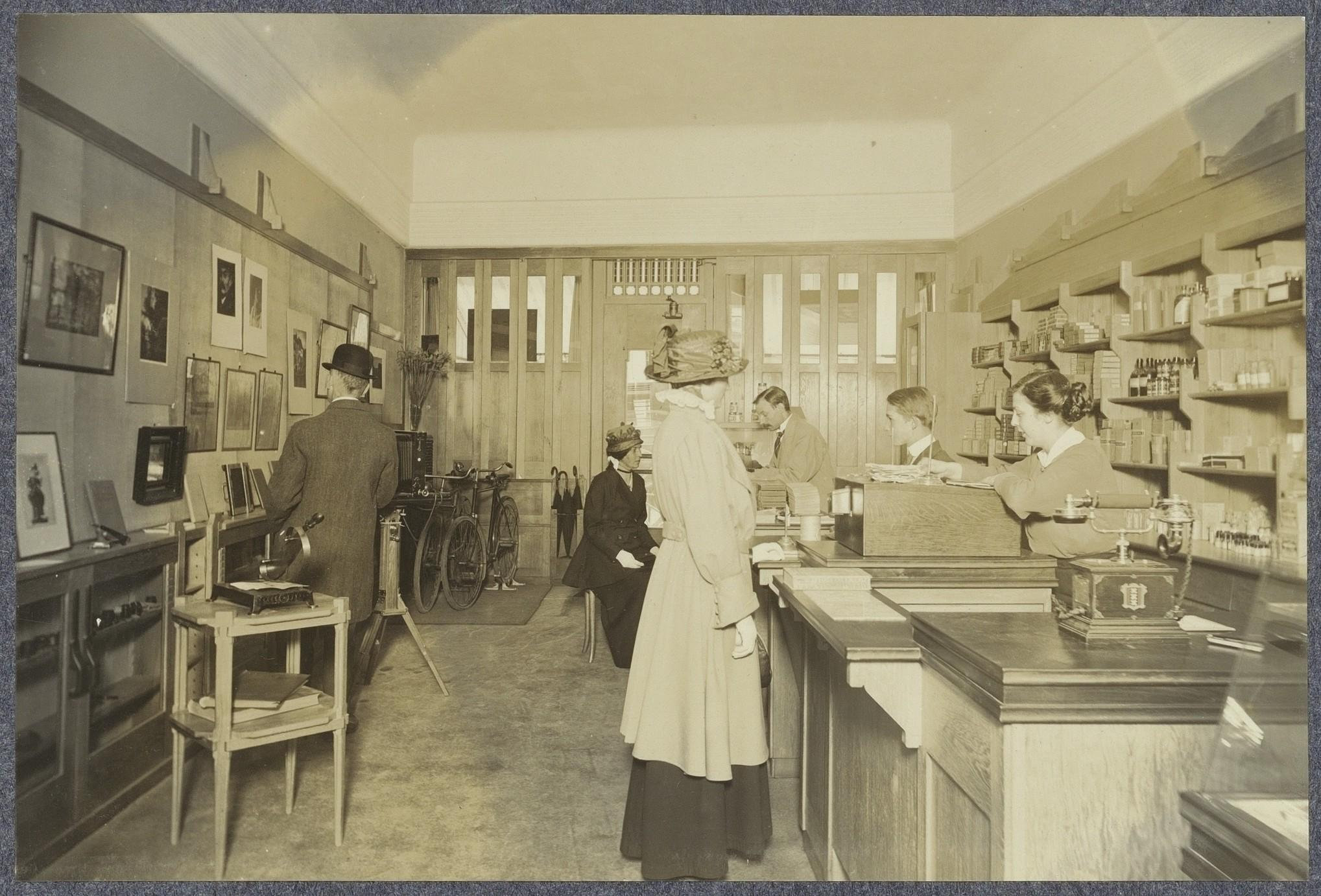
Stadsarchief Amsterdam
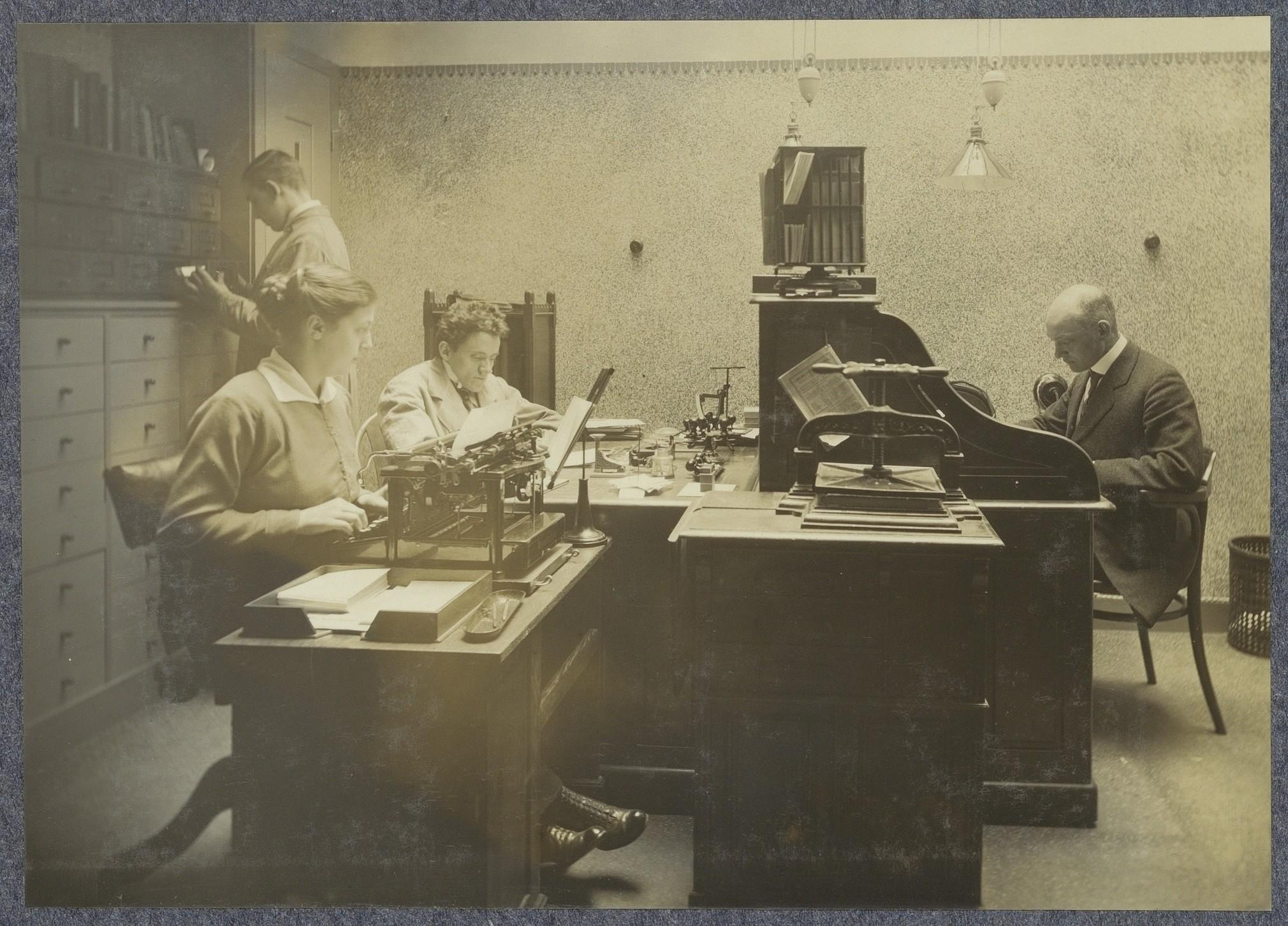
Stadsarchief Amsterdam
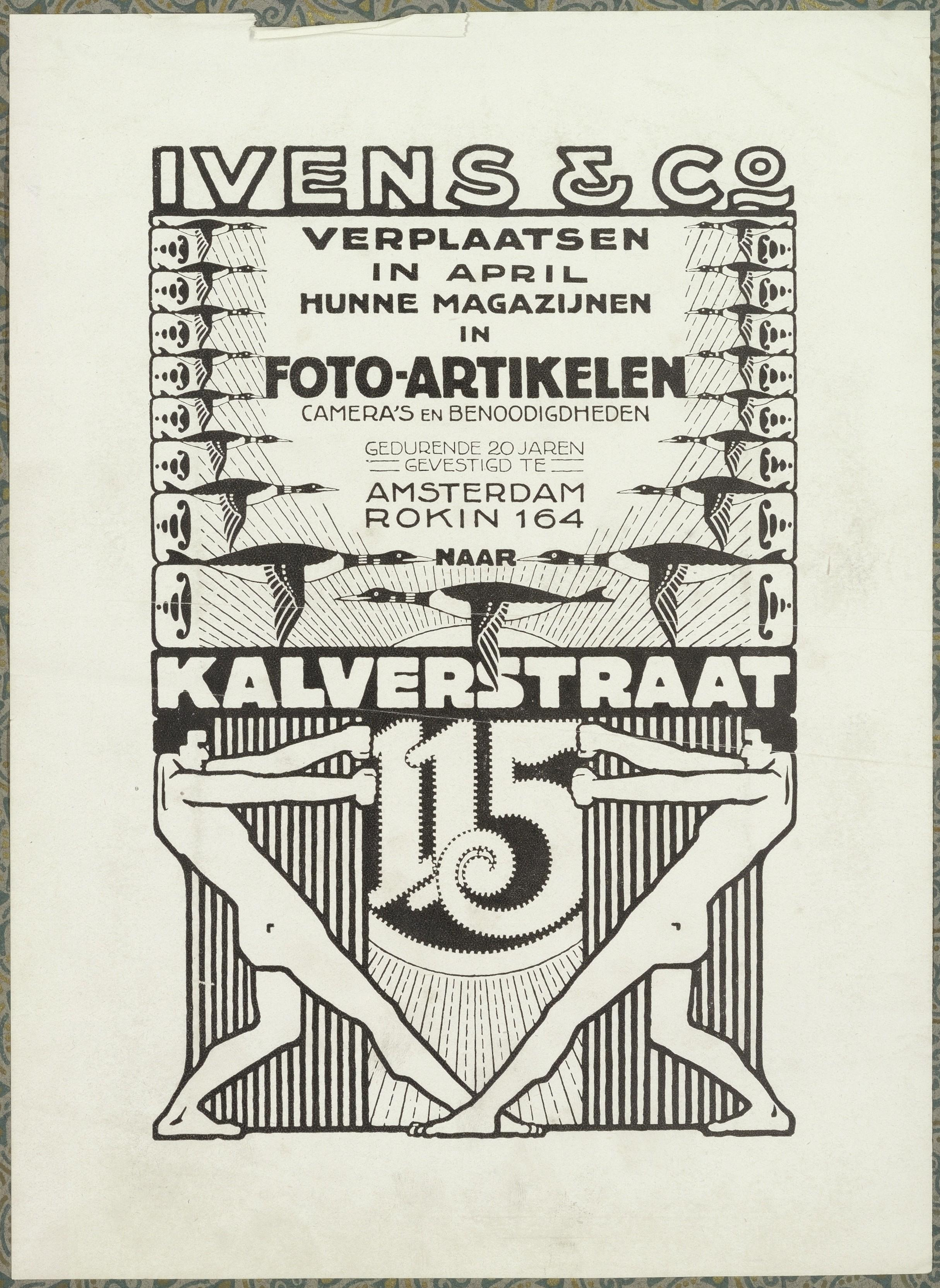
Stadsarchief Amsterdam
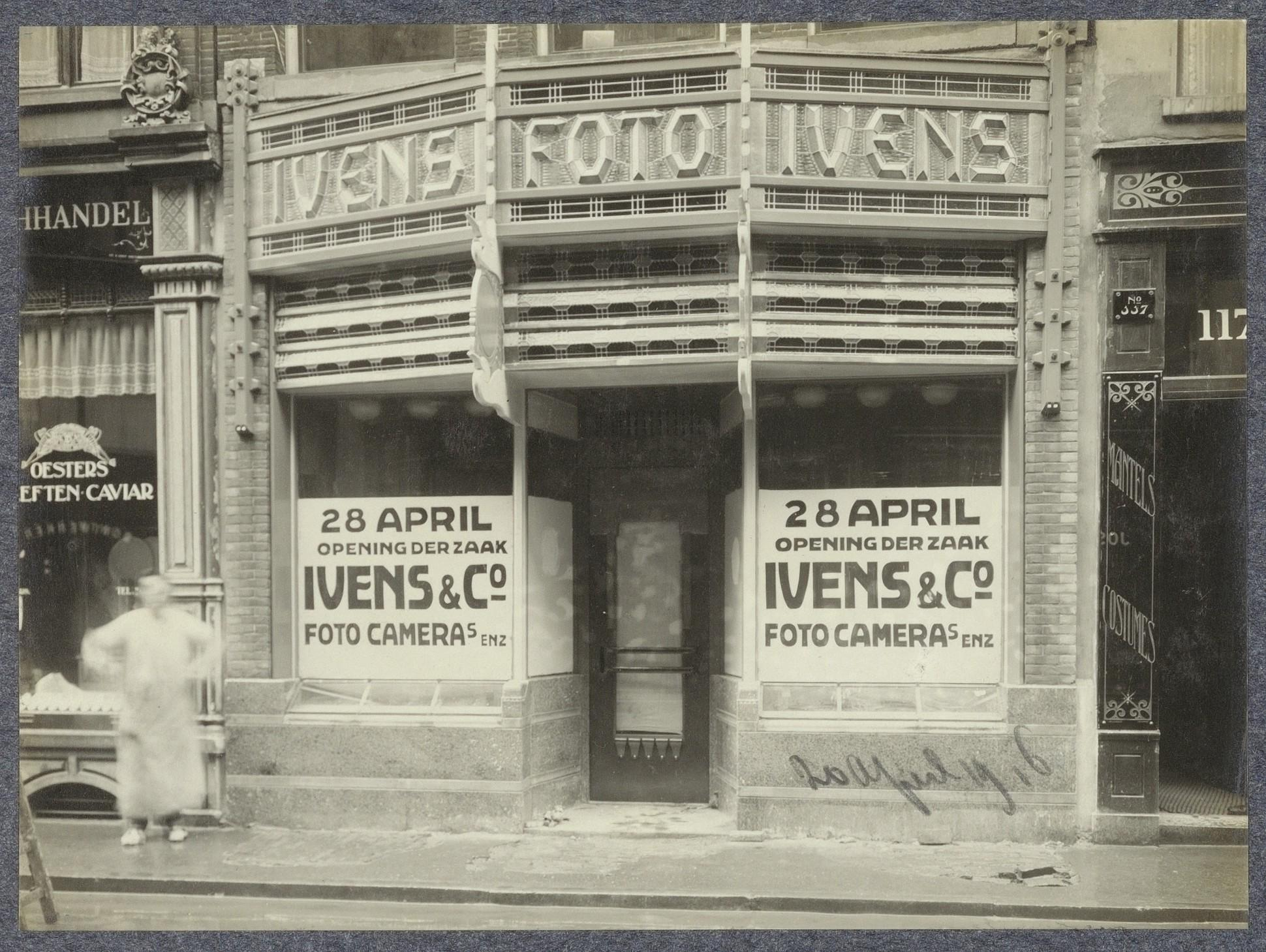
Stadsarchief Amsterdam